# Huang Qijing
 (septembre 2018).
Si vous disposez d'ouvrages ou d'articles de référence ou si vous connaissez des sites web de qualité traitant du thème abordé ici, merci de compléter l'article en donnant les références utiles à sa vérifiabilité et en les liant à la section « Notes et références ».
Pour les articles homonymes, voir Huang et Wong.
Huang Qijing (en mandarin) ou Wong Kei-ying (en cantonais) est un maître d'arts martiaux chinois.
On a dit que Huang Qijing, fils de Huang Tai (Wong Tai), est le père du célèbre maître de hung-gar Huang Feihong. Il vécut dans la région de Nanhai dans la province du Guangdong. Huang Qijing était bien connu et respecté pour ses qualifications dans le kung-fu aussi bien que pour sa connaissance et sa compétence dans la médecine chinoise traditionnelle. Étant un docteur de médecine chinoise traditionnelle, il a souvent voyagé partout en Chine à la recherche d'herbes médicinales.